# Künsdorf
Künsdorf ist ein Ortsteil der Stadt Tanna im Saale-Orla-Kreis in Thüringen.

## Geografie und Geologie
Westlich und nordwestlich vom Ort befinden sich bewaldete Anhöhen mit Abhängen zur Bleilochtalsperre im Saaletal. Östlich ist die Flur von der Bundesautobahn 9 geteilt oder begrenzt. Das Dorf ist über die Ortsverbindungsstraßen von Seubtendorf oder Langgrün zu erreichen.
Die landwirtschaftlichen Nutzflächen liegen auf einem Hochplateau, wie es im Südostthüringer Schiefergebirge meist vorzufinden ist.

## Nachbarorte
Nachbarorte sind südlich Langgrün, nördlich Wernsdorf und östlich Schilbach und Seubtendorf.

## Geschichte
Der gepflegte Ort kann auf eine Geschichte seit 1267 zurückblicken, denn in dem genannten Jahr war die urkundliche Ersterwähnung.
Gegenwärtig leben im Dorf 200 Personen auch in gut gepflegten Vierseitenhöfen. Künsdorf war und ist ein landwirtschaftlich orientierter Ort mit Fremdenverkehr.
Die jetzige Kirche wurde 1719 erbaut.
1806 lösten bayerische Truppen unter Napoleon im Dorf einen Brand aus, weil die Bauern in Seubtendorf gegen die Eindringlinge kämpften.
Am 15. April 1945 beschlagnahmten amerikanische Truppen über die Hälfte der Häuser, um die Soldaten unterzubringen.
Am 1. Januar 1997 wurde Künsdorf nach Tanna eingemeindet.

## Wirtschaft
Nach dem Zweiten Weltkrieg entwickelte sich die Landwirtschaft im Ort nach den bekannten Maßnahmen. Heute sind die Bauern in Agrarvereinigungen oder wieder selbständig tätig.

## Söhne und Töchter des Ortes
- Heinrich Graesel (1810–1893), deutscher Richter und Abgeordneter in Reuß j.L.